# Encs

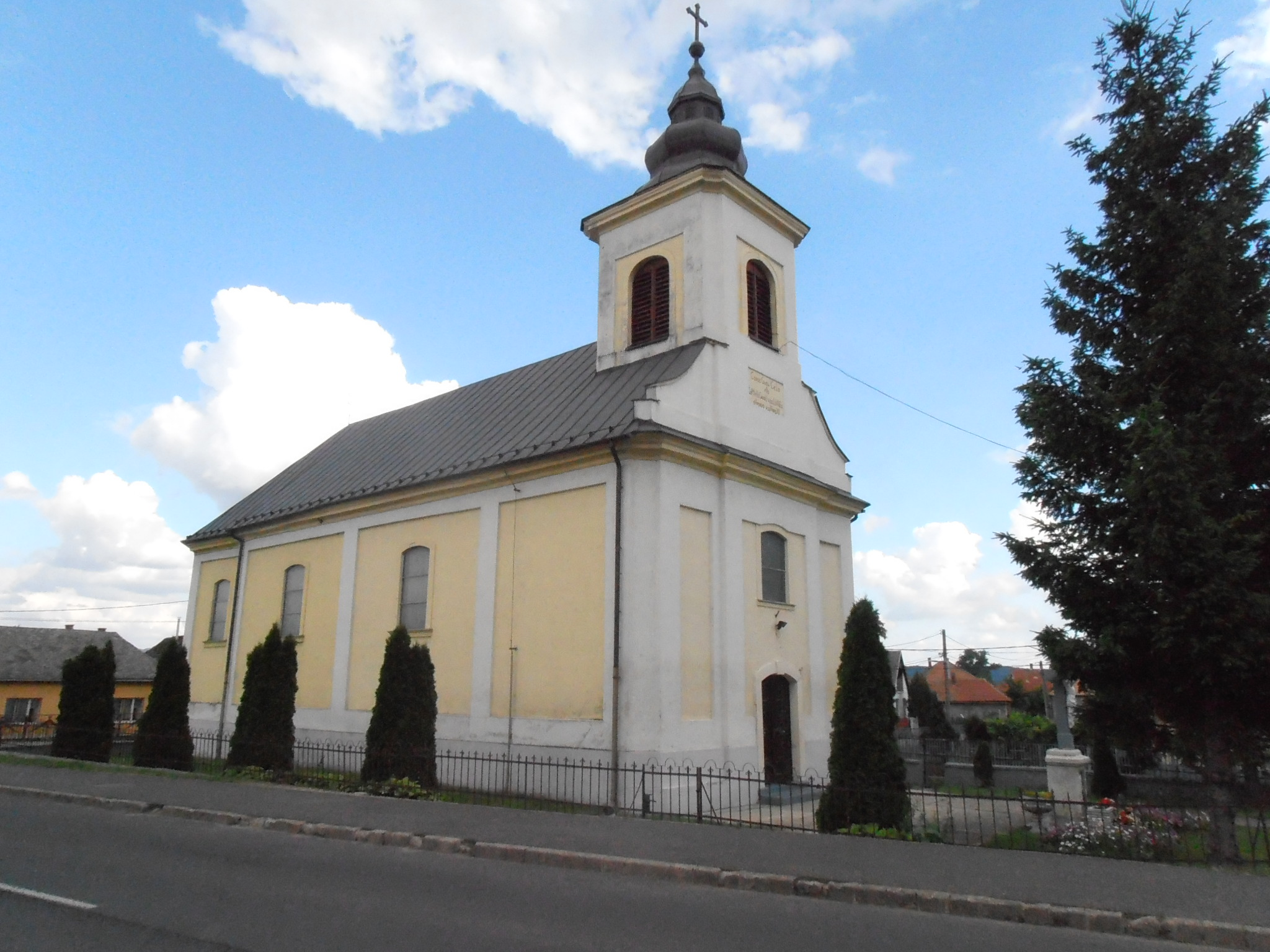
Katolska kyrkan Szent Jósef.

Encs är en mindre stad i Ungern.